# Marpesia und Lampeto

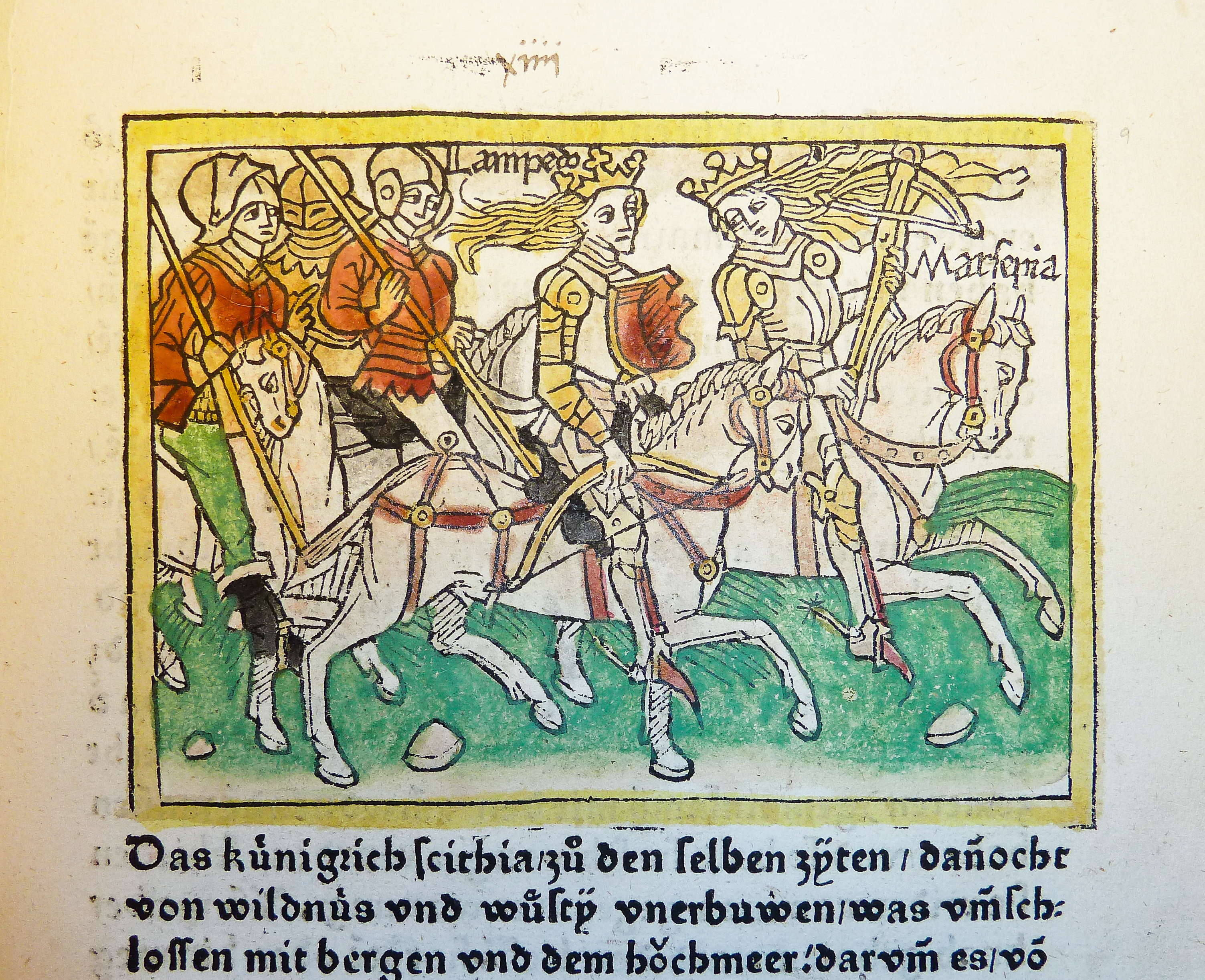
Marpesia und Lampeto auf einem Holzschnitt aus Heinrich Steinhöwels Übersetzung der Berühmten Frauen des Giovanni Boccaccio, gedruckt von Johann Zainer (GW 4486)

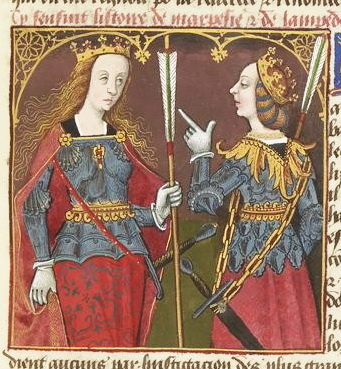
Marpesia und Lampedone in Boccaccio, De mulieribus claris, Paris, Bibliothèque nationale de France, Français 599, fol. 18^{v}, Buchmalerei von Testard Robinet, ca. 1492

Marpesia und Lampeto (auch Martesia und Lampedo) sind in der griechischen Mythologie zwei gemeinsam regierende Königinnen der Amazonen. Die ältesten Erwähnungen ihrer Namen stammen aus der römischen Geschichtsschreibung in lateinischer Sprache.

## Namen
Die Handschriften des ältesten Werks, das den Mythos von den Amazonenköniginnen Marpesia und Lampeto enthält, bezeichnen  die erstgenannte „Martesia“. Aus der Überlieferung in anderen spätantiken und frühmittelalterlichen Texten lässt sich jedoch erschließen, dass dieser Name zu „Marpesia“ oder „Marpessa“ zu verbessern ist. In dieser Form fügt er sich auch in die Reihe der anderen Amazonennamen mit Spitznamencharakter in der griechischen Mythologie. Ein wahrscheinlich nicht antikes Siegel nennt die andere Amazonenkönigin ΛΑΜΠΕΔΩ Lampedō wie auch die ersten Drucke des Mythos. Doch der Name ist vermutlich mit dem häufigeren griechischen Frauennamen Λαμπιτώ Lampitṓ oder Λαμπιδώ Lampidṓ gleichzusetzen.

## Antike Überlieferung
Wohl anknüpfend an ältere griechische Geschichtsschreiber, möglicherweise Ephoros von Kyme, brachte Pompeius Trogus in seiner lateinischen Philippischen Geschichte auch eine ausführliche Erzählung zu den Amazonen. Diese ist nur in der Kurzfassung (Epitome) des Marcus Iunianus Iustinus erhalten. Dieser schreibt, dass die ersten Amazonen die Witwen niedergemetzelter Skythen gewesen seien, die mit Waffengewalt Rache für ihre Ehemänner nahmen. Um ihre neue Lebensform zu verstetigen, töteten sie die Jungen, die ihnen aus kurzzeitigen Verbindungen mit ihren Nachbarn geboren wurden, die Mädchen bildeten sie im Waffenhandwerk aus. Nachdem Iustinus die Lebensweise der Amazonen geschildert hat, erzählt er von deren Königinnen. Die ersten von ihm genannten, Marpesia und Lampeto, hätten das Heer unter sich aufgeteilt, um sich bei den Kriegszügen und bei der Landesverteidigung abzuwechseln. Sie hätten den größeren Teil Europas und eine Reihe von Städten in Asien erobert sowie weitere Städte dort gegründet, darunter Ephesos. Als ein Teil des Heeres mit Beute beladen in die Heimat zurückgekehrt war, sei Marpesia an der Spitze des anderen Heeresteils von Barbaren getötet worden. Ihre Tochter Orithyia (möglicherweise eine Verwechslung mit Otrere) sei ihr im Amt nachgefolgt. Iustinus hebt neben ihrer kriegerischen Fähigkeiten auch ihre lebenslange Jungfräulichkeit hervor, für die Sinope bekannt war, die von Orosius als Tochter Marpesias genannt wird. Orithyia habe, laut Iustinus, gemeinsam mit ihrer Schwester Antiope geherrscht. Er verknüpft sie mit einer der zwölf Arbeiten des Herkules, hier ist es ihr Gürtel, nicht wie sonst der von Hippolyte, der herbeigeschafft werden soll. Als ihre Nachfolgerin nennt er die aus dem Sagenkreis des Trojanischen Krieges bekannte Penthesilea und verweist auf Thalestris mit der, zur Zeit Alexanders des Großen, das Amazonenreich ein Ende gefunden habe.
Schon unter dem Eindruck der Völkerwanderung griff der christliche Priester Orosius diesen Mythos erneut auf. Wie etliche Geschichtsschreiber vor ihm setzte er Skythen und Goten gleich und ging auch noch einen Schritt weiter, indem er die Amazonen zu Frauen der Goten erklärte. Auch wenn sein Text teilweise wörtlich mit dem des Iustinus übereinstimmt, gibt es neben Kürzungen auch kleinere Abweichungen, wie die schon erwähnte Sinope. Nach dem Verweis auf Penthesilea und den Trojanischen Krieg fügt er noch eine Klage ein, dass diese Frauen soviel schrecklicher gewütet hätten als die Goten seiner Zeit.
Da Orosius die Amazonen mit den Frauen der Goten gleichgesetzt hatte, sah sich Jordanes genötigt, diese Episode in seine Geschichte vom Ursprung der Goten einzufügen. Anders als Iustinus und Orosius schrieb er, dass die Amazonen ihre Söhne deren Vätern übergaben und nicht töteten. Einen Aufenthalt Marpesias im Kaukasus, bei dem sie einem Ort den Namen „Fels der Marpesia“ gegeben habe, verknüpfte Jordanes mit Verweisen auf die zu seiner Zeit dort siedelnden Lasen und auf Legenden um Alexander den Großen, er stellte sich diesen Ort also im Bereich des Darialpasses vor. Er beendete seinen Exkurs zu den Amazonen mit dem Satz: „Damit Du aber nicht sagst: Warum bleibst Du, da Du es übernommen hast, von den Männern der Goten zu sprechen, so lange bei den Frauen?, sollst Du auch von der ausgezeichneten und lobenswerten Tapferkeit der Männer hören.“ Wie dieser abrupte Themenwechsel verdeutlicht, ist der Exkurs zu den Amazonen und ihren Königinnen bei Jordanes kaum in den übrigen Text integriert, die von ihm erwähnte Frage bleibt unbeantwortet. Durch ihn und seine Vorläufer Orosius und Iustinus gelangte diese Erzählung aber in ein weites Spektrum von Texten. Sie bot den ganz überwiegend männlichen Verfassern dieser Texte Gelegenheit, sich mit der Herrschaftsausübung von Frauen in ihren Gesellschaften zu beschäftigen; und mächtige Frauen in der einzigen Welt über die sie volle Kontrolle hatten, der Welt der Texte, in die mythische Vergangenheit zu verbannen.

## Rezeption
Die Namen Marpesia und Lampeto tauchen fortan in zahlreichen Texten auf. In der Kosmographie des angeblichen Aethicus erscheinen sie ebenso wie im am Hof Ludwigs des Frommen entstandenen ersten Teil der Weltgeschichte des Frechulf. Die Amazonen wurden zu einem festen Bestandteil mittelalterlicher Weltchroniken, sodass eine Auflistung aller Erwähnungen zu einer Bibliographie ebendieser würde. Die Namen ihrer ersten Königinnen finden sich daher z. B. auch in der früher Ekkehard von Aura zugeschriebenen Weltchronik. Amazonen wurden jedoch nicht nur in der Zeit, sondern auch im Raum verortet. Erwähnungen und seit dem 13. Jahrhundert auch Abbildungen an wechselnder Stelle, aber stets jenseits der Grenzen des Abendlands, finden sich auf zahlreichen mittelalterlichen Weltkarten. Auf den größten bekannten mappae mundi, der Hereford-Karte und der Ebstorfer Weltkarte sind die Amazonenköniginnen Marpesia und Lampeto abgebildet.
Normannische Chronisten griffen mehr als andere Themen der griechischen Mythologie auf. Hugo von Fleury erzählte im zweiten Buch seiner Historia Ecclesiastica, gestützt auf Justinus, ausführlich vom Reich der Amazonen und ihren Königinnen, er widmete dieses Werk der Gräfin Adela von Blois. Hingegen verglich Ordericus Vitalis in der ersten Hälfte des 12. Jahrhunderts die kriegführende Isabell von Conches eher abfällig unter anderem mit Marpesia und Lampeto.
Ungewöhnlich ist die ausführliche und eher positive Darstellung, die Rodrigo Jiménez de Rada in seiner Chronik De rebus Hispaniae den Amazonen und ihren Königinnen widmete. Estelle Maintier-Vermorel vermutete, dass die Königin Berenguela von Kastilien oder andere Fürstinnen wie ihre Schwester Blanka von Kastilien das intendierte Publikum gewesen sein könnten.
Die Anfang des 13. Jahrhunderts in altfranzösischer Sprache verfasste Histoire ancienne jusqu’à César enthält eine ausführliche Geschichte der Amazonen unter Marpesia und Lampeto und ihren Nachfolgerinnen. Besonders reich bebildert wurden diese Amazonensagen in Handschriften aus den Kreuzfahrerstaaten, in denen kriegführende Fürstinnen nicht selten waren und die Amazonen als mögliche legendäre Hilfe gegen die Mamluken gesehen wurden. Solche Handschriften aus Akkon dienten wiederum im frühen 14. Jahrhunderts als Vorlage für süditalienische Abschriften. Während die in Akkon entstandenen Handschriften die Amazonen eher positiv und mitunter im Widerspruch zum Text als siegreich darstellen, zeigt eine in Süditalien entstandene Handschrift (Paris, Bibliothèque nationale de France, Français 1386, fol. 22v) den verstümmelten Leichnam Marpesias im Vordergrund. Für eine vermutlich ebenfalls aus Akkon stammende Handschrift (Paris, Bibliothèque nationale de France, Français 20125), in der Marpesia und Lampeto anders als bis dahin üblich durch Kronen von den übrigen Amazonen abgehoben wurden, schlugen Anne Derbes und Mark Sandona als mögliche Auftraggeberin Alix von Blois vor.

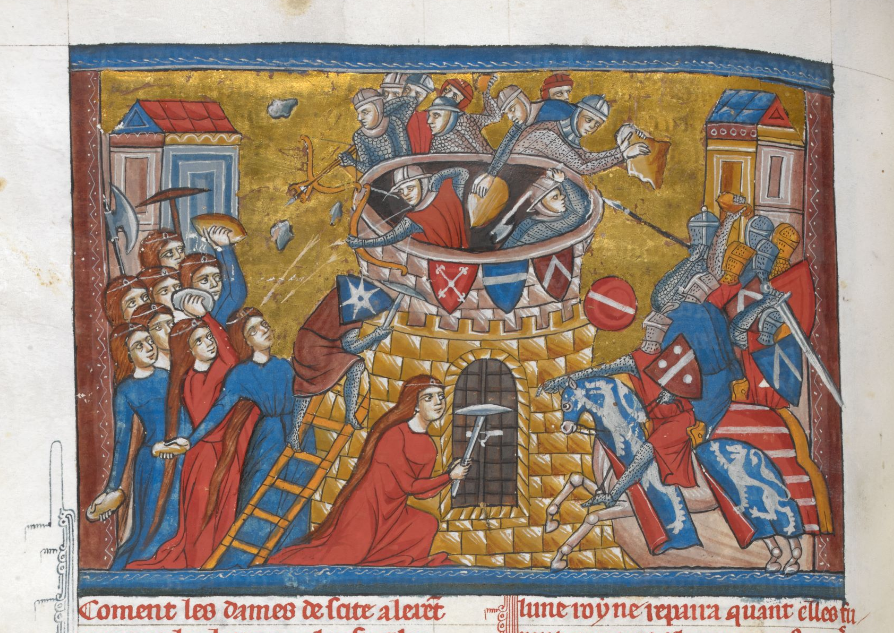
Amazonen belagern einen Turm in einer vermutlich im späten 13. Jahrhundert entstandenen Handschrift der Histoire ancienne, London, British Library, Add 15268, fol. 101v.
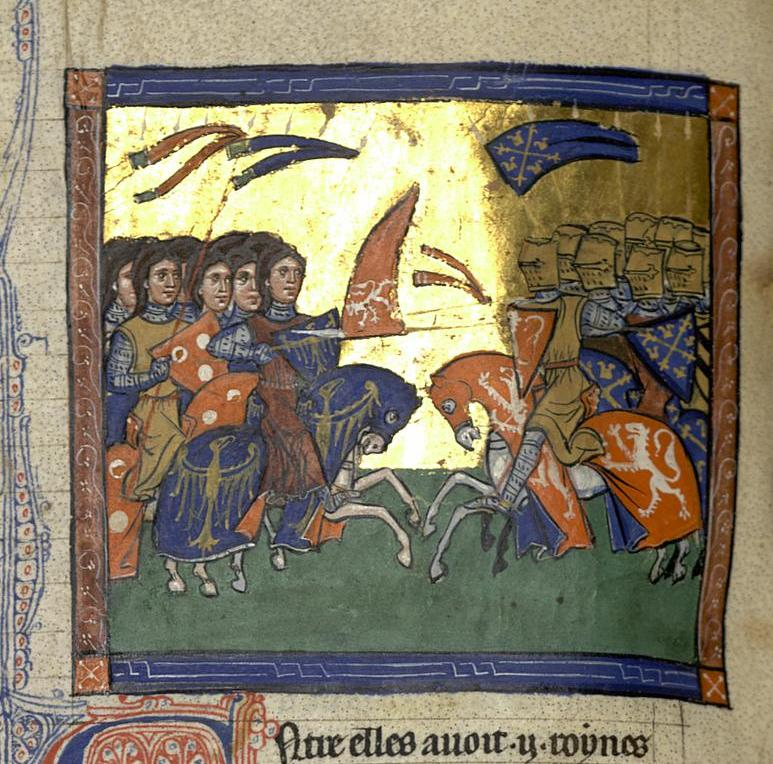
Schlacht zwischen Amazonen und ihren Gegnern in einer vermutlich im dritten Viertel des 13. Jahrhunderts entstandenen Handschrift der Histoire ancienne, Dijon, Bibliothèque municipale, Ms 562, fol. 86v.
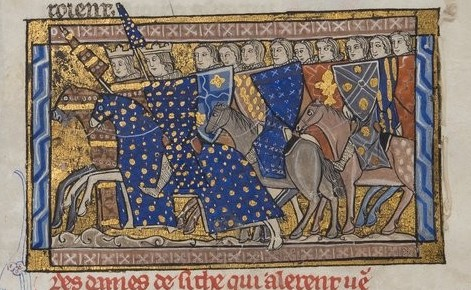
Zwei Amazonenköniginnen an der Spitze ihres Heeres in einer möglicherweise um 1287 entstandenen Handschrift der Histoire ancienne, Paris, Bibliothèque nationale de France, Français 20125, fol. 119r.
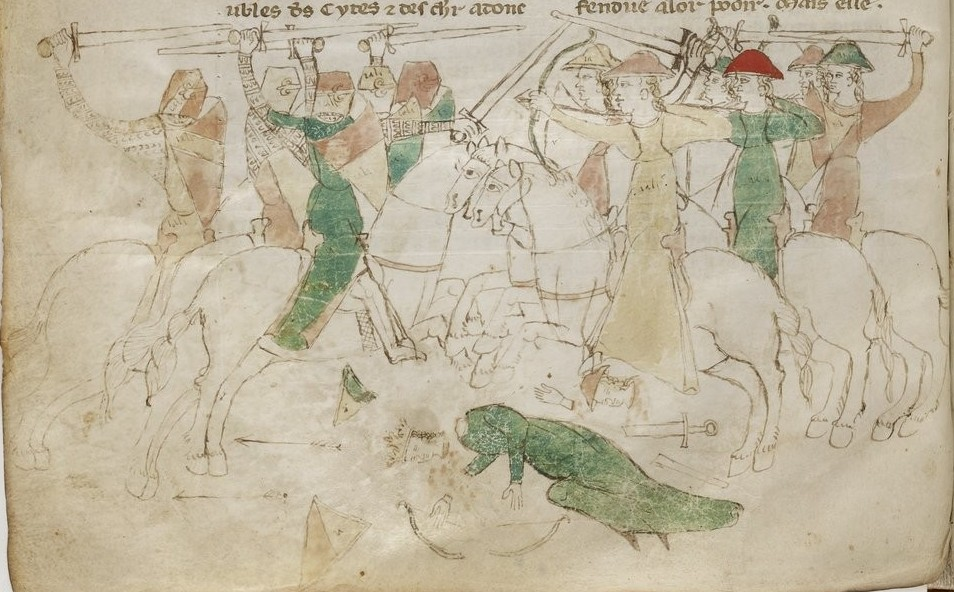
Marpesia liegt enthauptet am Boden in einer vermutlich Ende des 13. oder Anfang des 14. Jahrhunderts in Süditalien entstandenen Handschrift, Paris, Bibliothèque nationale de France, Français 1386, fol. 22v.

Anders als in seinem italienischen Epos Teseida legte Giovanni Boccaccio in seinem in lateinischer Sprache verfassten Buch Von den berühmten Frauen den Fokus auf Amazonen, die sich nicht den Männern unterwarfen und heirateten. Er begann die Reihe der Amazonenköniginnen mit einer Doppelbiografie von Marpesia und Lampeto, einige Kapitel später folgt eine weitere Doppelbiografie zu Orithyia und Antiope. Hier schilderte er den Feldzug der Orithyia gegen Athen, um die gefangene Hippolyte, die schon in der Teseida eine Rolle spielte, zu befreien. Von ihren Verbündeten verlassen musste sich Orithyia, ohne ihr Ziel erreicht zu haben, ins Amazonenreich zurückziehen, konnte dort aber unangefochten weiter regieren. Wiederum etwas später folgt ein Kapitel zu Penthesilea, die, wie Marpesia, im Kampf fällt. Sein intendiertes Publikum waren, nach Margaret Franklin, gelehrte Männer, die er vor der Fähigkeit der Frauen, männliche Autorität zu usurpieren, warnen wollte. Das Werk fand weite handschriftliche Verbreitung und wurde in mehrere Volkssprachen übersetzt. Zuerst gedruckt wurde es 1473 in Ulm durch Johann Zainer, der auch die deutsche Übersetzung des Heinrich Steinhöwel druckte. Steinhöwels Übersetzung ist keine wörtliche, er ließ auch manches weg, was ihm anstößig oder allzu misogyn vorkam.
Als erste namentlich bekannte Autorin, die sich mit diesem Sujet beschäftigte, folgte Christine de Pizan, anders als Boccaccio, in ihrer Beschreibung der amazonischen Lebensweise der auf Jordanes zurückgehenden eher positiven Deutungstradition. Die ersten Amazonenköniginnen, die, wiederum anders als bei Boccaccio, in direkter Abfolge vorgestellt wurden, bildeten einen Teil des Fundaments von Christines Stadt der Frauen.
Als in der zweiten Hälfte des 14. Jahrhunderts im Umfeld des französischen Königshofes ein weibliches Pendant zu den Neun Helden geschaffen werden sollte, griff man unter anderem auf die Histoire ancienne jusqu’à César zurück. In der Reihe der Neun Heldinnen fanden sich anfangs so gleich fünf Amazonenköniginnen: Lampeto oder Marpesia, Sinope, Menalippe, Hippolyte und Penthesilea. Außerhalb dieses späthöfischen Umfeldes konnte sich dieses Konzept allerdings nicht im gleichen Maße verfestigen und verbreiten wie das der Neun Helden.

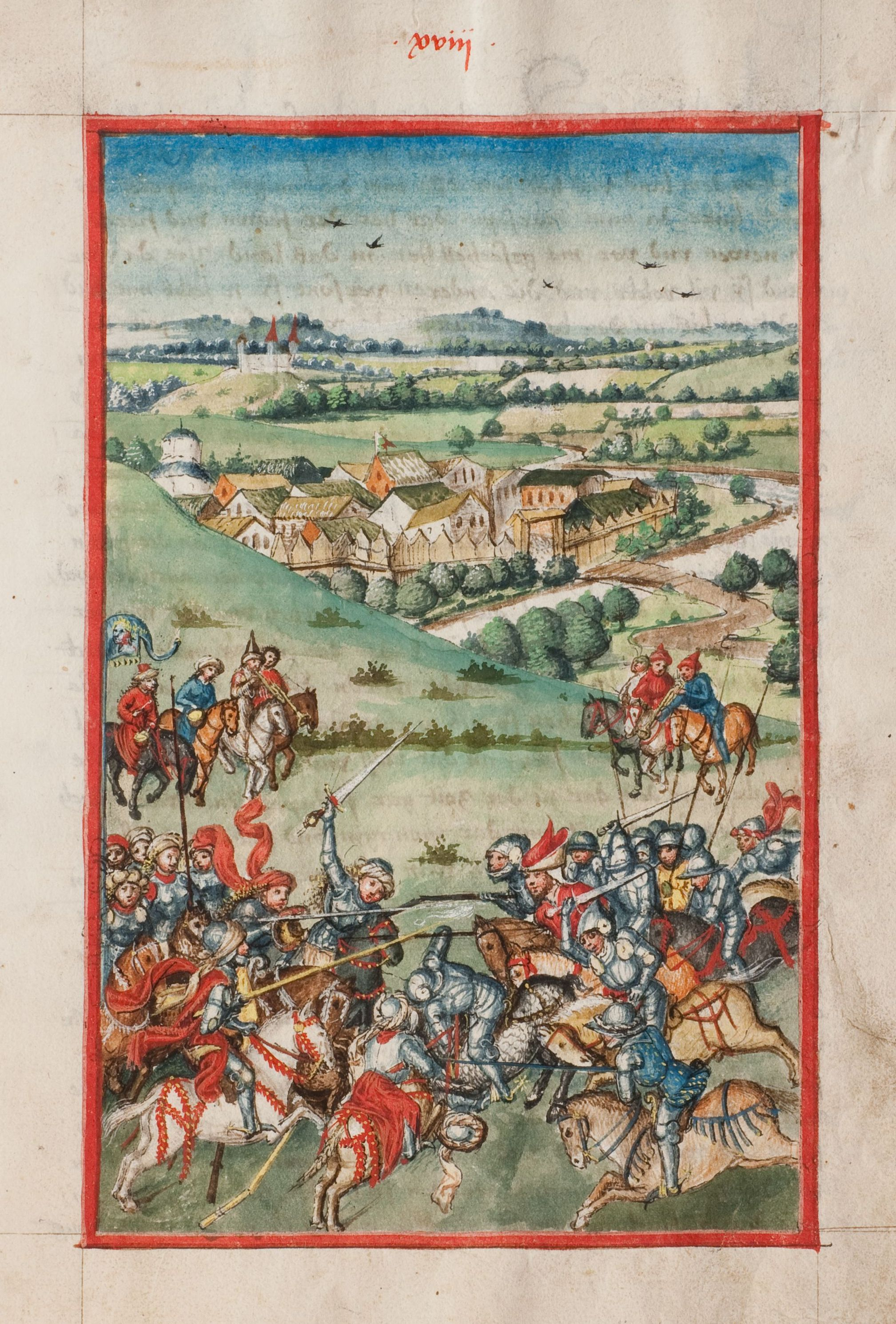
Amazonenkampf vor Augsburg in einer 1457 fertiggestellten Handschrift der Chronik Meisterlins, Stuttgart, Württembergische Landesbibliothek, HB V 52, fol. 18^{r}

Direkt auf Iustinus griff man Mitte des 15. Jahrhunderts im humanistischen Schulunterricht zurück, sein Text bot einem Schüler aus der Gegend von Lucca Stoff für lateinische Stilübungen. Sigismund Meisterlin hingegen nutzte für seine Chronik Augsburgs wohl unter anderem Boccaccios Berühmte Frauen. Gegen eine im Auftrag des Bürgermeisters Peter Egen wenige Jahre zuvor verfasste Chronik, die das Herkommen der Stadt Augsburg auf die Trojaner zurückführte, wollte er deren höheres Alter herausstellen. Laut seiner Chronik wurde Augsburg vom Amazonenheer unter Marpesia erobert, bestand also, wie er zweimal anhand der Generationenfolge der Amazonenköniginnen berechnete, lange vor dem Trojanischen Krieg.
Marpesia bildete ein Vorbild für den Namen der Figur Marfisa in Ludovico Ariostos Rasendem Roland. Bei englischen Schriftstellern des elisabethanischen Zeitalters fanden Lampeto, Marpesia und Orithya nur beiläufige Erwähnung im Rahmen der Amazonengeschichte oder dienten als Namenslieferanten.

## Guillaume Rouillé (1518?-1589)
Aus der Quelle für Martesia und Lampeto, sowie Orithya in The Dinner Party, in der Liste der 999 Frauen des Heritage Floor/Amazonen:
- Titel: Prima pars Promptuarii iconum insigniorum à seculo hominum, subiectis eorum vitis, per compendium ex probatissimis autoribus desumptis; (Der erste Teil der ziemlich berühmten Bilder des Buches vom Zeitalter der Menschen, wobei ihre Fehler mithilfe eines Kompendiums von den geachtetsten ausersehenen Autoren offengelegt wurden)[33]

MARTHESIA, ſiue Marpesia,& Lampedo, sine Lampeto, Reginæ fuêre Amazonum, regnante Theseo Athenis: nempe anno mundi 2734. ante Christum natum 1228. autoribus Iustin.libr.2. & Oros.libr.i.cap.15.& 16. Funccius verò reiicit ad annum mundi 2754. ante Christum natum 1208. hæ in duas partes exercitu diuiſo, inclytæ iam opibụs, vicissim bella gerebant:& ne successibus deeſſet autoritas, generatas se Marte prædicabant. Itaque maiore parte Europæ subacta , Aſiæ quoque nonnullas ciuitates occupauere. ibi Ephesum, multásque alias yrbes condidêre: tandem ibi Martheſia incursu barbarorum interficitur,in cuius locum Orithya filia succedit. Iustin. lib.2. Oros.lib.i.cap.15.
(Marthesia, auch Marpesia genannt und Lampedo, auch Lampeto genannt, waren Königinnen der Amazonen, und zwar zu der Zeit, als Theseus Herrscher von Athen war: Denn im Jahre 2.734 v. Chr. (nach den Autoren Junianus Justinus, 2. Buch und Orosius, 1. Buch, Kapitel 15 und 16 1.228 v. Chr., Funccius hingegen verweist auf das Jahr 2.754, 1.208 Jahre vor Christi Geburt) führten diese nach Teilung des Heeres in zwei Teile, durch ihre Macht schon berühmt geworden, abwechselnd Kriege, und damit ihren Erfolgen nicht die nötige Geltung fehle, verkündeten sie, dass sie vom Kriegsgott Mars abstammten. Nachdem daher ein größerer Teil Europas unterworfen worden war, eroberten auch andere (Frauen) einige Städte/Gemeinden. Dort gründeten sie Ephesus und viele andere Städte. Schließlich wird dort Marthesia durch einen Barbarenansturm getötet, an deren Stelle Orithya, ihre Tochter, tritt. Junianus Justinus, 2. Buch und Orosius, 1. Buch, Kapitel 15.)

## Martesia 1740
Einzelne Amazonen wurden in großer Zahl insbesondere in Opern rezipiert, so 1740 von Wilhelmine von Bayreuth in ihrer Oper Argenore; hier allerdings nicht real als kriegerische Amazone, sondern als Symbolfigur für eine Gegnerin der Tyrannei: „Martesia“. Wilhelmine gibt diesen Namen einer ihrer Opern-Protagonistinnen in der Rolle einer „angepassten“ Gefährtin der Königstochter Palmida. Doch der Schein trügt, indem Martesia als heimliche Lenkerin der Geschicke im Hintergrund den Tyrannen Argenore „sehenden Auges in den Untergang jagt.“ Es ist die Komponistin Wilhelmine, die diese Fäden der Tragödie spinnt. Dabei bleibt Martesia die ganze Oper über völlig unkriegerisch. Erst durch das Wissen um die Amazone Martesia/Marpesia versteht man, wieso König Argenore, kurz bevor er auf offener Bühne Hand an sich legt, Martesia – die „friedlichste“ Rolle der Oper – als „fiero mostro“ bezeichnet (stolzes Ungeheuer). Unbekannt ist, aus welchem antiken Text Wilhelmine ihre Martesia nahm. Die Oper im Königsmilieu spielt im Lande Ponto am schwarzen Meer (im Lande der Amazonen), die Residenz dort heißt Sinope.
Judy Chicago widmete Marpesia (als Martesia) und Lampeto (als Lampedo) je eine Inschrift auf den dreieckigen Bodenfliesen des Heritage Floor ihrer 1974 bis 1979 entstandenen Installation The Dinner Party. Die mit den Namen Martesia oder Lampedo beschrifteten Porzellanfliesen sind dem Platz mit dem Gedeck für die Amazonen zugeordnet.

## Rezeption
- Zwei von der amerikanischen Künstlerin und Feministin Judy Chicago den Amazonen zugeordnete Namen in The Dinner Party wurden in Opern von Komponistinnen dargestellt: Thalestris in der gleichnamigen Oper von Maria Antonia Walpurgis Talestri und Martesia in Argenore von Wilhelmine von Bayreuth.
- 1779 komponierte Abbé Vogler (Georg Joseph Vogler) ein Melodram über die Amazonenkönigin Lampedo.[39]